# Болгарский референдум по преследованию военных преступников (1922)
Референдум по осуждению лиц, виновных в национальной катастрофе, проводился 19 ноября 1922 года по поводу судебного преследования за военные преступления Первой мировой войны.
После окончания войны правящий Болгарский земледельческий народный союз искал способ для суда над членами бывшего правительства Ивана Гешова, Стояна Данева и Александра Малинова за военные преступления, совершённые во время Первой мировой войны. 24 сентября 1922 года 17 из 22 министров были арестованы, а 17 октября был обнародован соответствующий закон. Он был одобрен на референдуме 74,33% голосов.

## Результаты
| Выбор                              | Голоса  | %     |
| ---------------------------------- | ------- | ----- |
| За                                 | 647 313 | 74,33 |
| Против                             | 223 584 | 25,67 |
| Недействительных/пустых бюллетеней | 60 165  | –     |
| Всего                              | 928 776 | 100   |
| Источник: Direct Democracy         |         |       |